# Liste des Justes de l'Oise
La Liste des Justes de l'Oise recense les vingt-cinq personnes résidant dans le département de l'Oise, pendant la Seconde Guerre mondiale, reconnues Justes parmi les nations par le Mémorial de Yad Vashem de Jérusalem.

## Justes du département de l'Oise
| Nom                               | commune                | Année | Source |
| --------------------------------- | ---------------------- | ----- | ------ |
| Babin Léon                        | Rainvillers            |       | [ 1 ]  |
| Babin née Pierre Jeanine          | Rainvillers            |       | [ 1 ]  |
| Camplan Marguerite                | Pontoise-lès-Noyon     |       | [ 1 ]  |
| Carpentier Charles                | Cambronne-lès-Clermont |       | [ 1 ]  |
| Carpentier Raymonde               | Cambronne-lès-Clermont |       | [ 1 ]  |
| Cheval Edmond                     | Plailly                |       |        |
| Cheval née Millet Fernande        | Plailly                |       |        |
| Desplanque née Mergoux Ernestine  | Villers-Saint-Sépulcre |       | [ 1 ]  |
| Greffe Louis                      | Villeselve             |       | [ 1 ]  |
| Greffe née Fagard Marie-Edouard   | Villeselve             |       | [ 1 ]  |
| Grenèche née Jungfliesh Madeleine | Ver-sur-Launette       |       | [ 1 ]  |
| Hammel André                      | Saint-Jean-aux-Bois    |       | [ 1 ]  |
| Hammel née Roustain Georgette     | Saint-Jean-aux-Bois    |       | [ 1 ]  |
| Jungfliesh Marthe                 | Ver-sur-Launette       |       | [ 1 ]  |
| Jeanne Lamboux                    | Montjavoult            | 2019  | ,      |
| Lebon née Parée Mauricette        | Cires-lès-Mello        |       | [ 1 ]  |
| Lobgeois Edgar                    | Labruyère              |       | [ 1 ]  |
| Mergoux née Defossé Amélie        | Villers-Saint-Sépulcre |       | [ 1 ]  |
| Merlette née Lefebvre Suzanne     | Maignelay-Montigny     |       | [ 1 ]  |
| Parée née Decroix Marcelle        | Cires-lès-Mello        |       | [ 1 ]  |
| Parée Maurice                     | Cires-lès-Mello        |       | [ 1 ]  |
| Ribouleau Henri                   | Compiègne              |       | [ 1 ]  |
| Ribouleau Suzanne                 | Compiègne              |       | [ 1 ]  |
| Salagnad Aline                    | Cauvigny               |       | [ 1 ]  |
| Salagnad Marcel                   | Cauvigny               |       | [ 1 ]  |

On peut y rajouter Jean Jousselin, pasteur protestant nommé en 1942 pasteur à la tête de la mission populaire évangélique dite la « Maison verte » à Paris XVIII, qui a été chargé par les autorités de Vichy de créer des centres pour jeunes dans les parties de la zone occupée qui avaient été bombardées. Il utilise le château de Cappy à Saint-Vaast-de-Longmont, alors propriété du mouvement de scoutisme éclaireurs unionistes dont il était l'un des responsables, et des Éclaireurs de France, pour y mettre à l'abri, à la fin de l'année scolaire 1943, 85 enfants juifs, avec le soutien des habitants du village. Il a été reconnu Juste parmi les nations en 1980,.

## Pour approfondir